# 34741 Alyssakeirn
34741 Alyssakeirn este o planetă minoră (asteroid) din centura de asteroizi. A fost descoperită pe 16 august 2001 la Experimental Test Site⁠(d) de Lincoln Near-Earth Asteroid Research. 
Obiectul prezintă o orbită caracterizată de o semiaxă mare de 2,4458157 UAi, o excentricitate de 0,19, o înclinație de 3,28608 ° în raport cu ecliptica.